# Esperantologie
Die Esperantologie ist die Philologie des Esperanto, also derjenige Teil der Sprachwissenschaft, der sich mit dieser Sprache befasst. Zudem werden auch die Sprechergemeinschaft und die Esperanto-Literatur behandelt.
Das 1887 begründete Esperanto verbreitete sich bis Anfang des 20. Jahrhunderts weltweit, etwa in den 1920er und 1930er Jahren begann das wissenschaftliche Studium dieser Sprache. Zu den bekanntesten  Esperantologen zählen Eugen Wüster, Gaston Waringhien, István Szerdahelyi, Hermann Ölberg und Detlev Blanke. Esperantologische Themen finden sich unter anderem in der Fachzeitschrift Language Problems and Language Planning und in Esperantologio.
Die Esperantologie wird als Teilgebiet der Interlinguistik verstanden, in der es um Plansprachen allgemein und Fragen der interkulturellen und internationalen Kommunikation geht.